# Rachele Mussoliniová

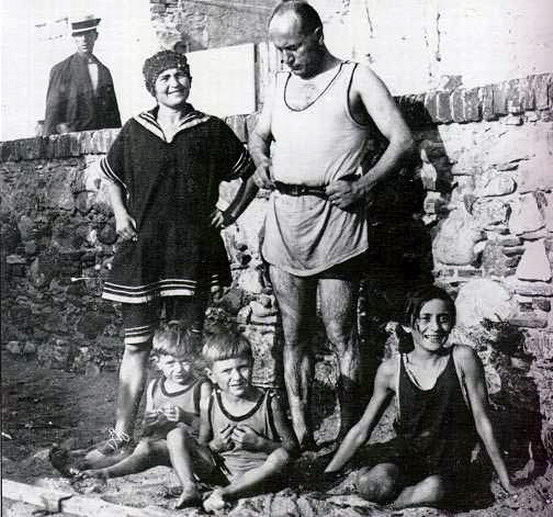
Rachele a Benito Mussolini v roce 1923 v Levantu, vpředu (zprava doleva) děti Edda, Vittorio a Bruno

Rachele Mussoliniová, rozená Guidiová (11. dubna 1890 Predappio – 30. října 1979 Forlì) byla manželkou Benita Mussoliniho.

## Dětství
Rachele se narodila 11. dubna roku 1890 ve středoitalském městečku Predappio, kde se její chudí rodiče živili jako pachtýři, hospodařící na pronajatém statku. Rachele navštěvovala jen jeden rok základní školu, kterou pak musela opustit, aby mohla pomáhat rodičům na statku. Finanční situace rodiny se však nezlepšila a tak odešli z pachtovního statku do jiné části města, kde Rachele opět mohla chodit do školy. Zde se její učitelkou stala Maltoni Mussoliniová, manželka kováře Alessandra Mussoliniho a matka Benita Mussoliniho, který tehdy ještě také chodil do školy. Když bylo Rachele osm let, její otec zemřel a finanční situace rodiny se stala katastrofální. Rodina se odstěhovala do Forlì a malá Rachel pracovala nejdříve na poli u místního rolníka a pak jako služka. V roce 1905 umřela bývalá Rachelina učitelka Maltoni Mussoliniová a vdovec Alessandro Mussolini přijal do služby jako služku Rachelinu matku, která se po čase stala jeho milenkou. O tři roky později přijal Mussolini do služby také Rachele, která se díky tomu blíže seznámila s Alessandrovým synem Benitem, s nímž pak žila ve Forlì ve společné domácnosti.

## Matka a manželka
V roce 1910 se mladému a nemajetnému páru narodilo první dítě, dcera Edda, ale Benito se zatím odmítl oženit. Občanský sňatek proběhl až v roce 1915. V roce 1916 se jim narodilo druhé dítě, syn Vittorio. V roce 1918 pak přišlo na svět třetí dítě, syn Bruno. Po mnoha letech chudoby, odříkání a nejisté budoucnosti došlo v roce 1922 k zásadní změně, když byl po generální stávce a pochodu na Řím Benito jmenován 31. října 1922 ministerským předsedou. Pro Rachele se tím mnoho nezměnilo, jelikož se vždy držela stranou politiky a starala se dál jen o své děti, s nimiž v té době žila v malém bytě v Miláně, zatímco Benito se většinou zdržoval v Římě, odkud za rodinou občas zajížděl. Dne 29. prosince 1925 uzavřel Benito se svou manželkou v Miláně také církevní sňatek, jelikož potřeboval upevnit vztah svého režimu s Vatikánem. Ještě donedávna zapřisáhlý socialista a odpůrce katolické církve tak z politických důvodů konečně splnil přání své manželky Rachele, která po církevním sňatku vždy toužila.

## Život na venkově
Pro svou rodinu zakoupil Benito malý dvorec v Carpeně, nedaleko Predappia, kde se v roce 1927 narodilo jejich čtvrté dítě, syn Romano. Rachele pak s radostí na svém venkovském sídle hospodařila, chovala domácí zvířectvo a starala se o domácnost. Na venkově se cítila šťastná. V roce 1929 se manželům narodilo páté dítě, dcera Maria Anna. Tehdy Benito vyslovil přání, že chce své děti vídat častěji, a tak se celá rodina usadila v Římě ve vile Torlonia.

## Nevěrný manžel
Během svého manželství udržoval Benito Mussolini intimní vztahy s řadou dalších žen, což vyneslo Rachele nelichotivé přízvisko „nejpodváděnější manželky Itálie“. Rachele o některých aférách svého záletného manžela věděla, některé jen tušila, ale navenek nedávala nic znát a vše sváděla na manželovu impulsivní povahu. V roce 1932 navázal Mussolini osudový vztah s Clarou Petacciovou, s níž udržoval poměr až do své smrti. I této své milence dal ovšem jasně najevo, že jejich poměr zůstane vždy jen milenecký a svou rodinu a manželku nikdy neopustí.

## Poslední léta manželství
25. července 1943 byl Benito Mussolini odvolán ze své funkce, zatčen a uvězněn v horském hotelu v pohoří Gran Sasso v Abruzzu, ale už 12. září 1943 ho osvobodili němečtí výsadkáři a 23. září 1943 vyhlásil Mussolini nový stát, Italskou sociální republiku se sídlem v Salò u Gardského jezera. Jedním z prvních úkolů bylo odsouzení zrádců, kteří Mussoliniho před časem zbavili moci. Mezi těmito zrádci byl i Mussoliniho zeť, hrabě Galeazzo Ciano, manžel nejstarší dcery Eddy. Šest osob bylo nakonec odsouzeno k trestu smrti a popraveno, včetně hraběte Ciana.
Mussolini žil v tomto období u Gardského jezera se svou rodinou, ale nadále udržoval vztah i s Petacciovou. Rachele se však s blízkou přítomností své sokyně nehodlala smířit, osobně se s Clarou Petacciovou setkala a zařídila její vypovězení. Petacciová se usadila o něco dál od domu Mussoliniových a Mussolini se s ní tajně scházel dál.
17. dubna 1944 Mussolini opustil okolí Gardského jezera a rozhodl se vyjednávat o podmínkách kapitulace. Jeho rodina odjela do bezpečí do Monzy, zatímco rodina Petacciů do Milána, kde se Clara Pettacciová znovu setkala s Mussolinim a rozhodla se s ním zůstat, což se jí stalo osudným. Mussolini a Petacciová byli zastřeleni 28. dubna 1945 na příkaz Národního osvobozovacího výboru.
Benitova manželka Rachele uprchla s dětmi do Coma, kde se dobrovolně přihlásila osvobozovacímu výboru. Nějakou dobu byla oddělena od dětí, pak celou rodinu internovali Britové v Terni, poté na ostrově Ischia. Po válce si Rachele otevřela ve Forlì kavárnu a vedla boj o navrácení rodinného majetku, který nakonec získala zpět.
V roce 1949 vydala svůj životopis pod názvem Můj život s Benitem. Usilovně také bojovala o to, aby jí byly vydány ostatky manžela, které ležely na chudinském hrobě v Miláně, což se nakonec v roce 1957 podařilo a bylo jí povoleno převézt jeho ostatky na hřbitov v Predappiu.
Rachele Mussoliniová zemřela 30. října 1979 v Carpeně di Forlì ve věku 89 let.